# Satwant Singh (pilote)
Pour les articles homonymes, voir Satwant Singh.
Satwant Singh, dit The Flying Sikh ou Mkango the Lion, est un pilote de rallye zambien, né le 11 novembre 1950.

## Biographie
Il fut Champion d'Afrique des rallyes à 8 reprises (record) entre 1988 et 2000, et remporta le Rallye de Zambie à 14 reprises (record) entre 1972 et 2002 (en 26 éditions jusqu'en 2002).
Son principal rival africain au fil des ans fut le zimbabwéen Hannes Gruger.
Son épouse Lee-Ann Singh fut présidente de le ZMSA (Zambia Motor Sport Association : fédération zambienne de sport automobile).
Il possède une importante entreprise de camionnage.
- Guru Singh, frère de Satwant, remporta le rallye international de Zambie en 1973 (copilote John Mitchell) sur Datsun 710, et 1976 (copilote Richard Henman) sur Fiat 131 Abarth. Il fut 2e en 1974 ;
- Muna Singh, fils de Guru et neveu de Satwant, remporta le championnat d'Afrique des rallyes en 2004 et 2005 (copilote David Sihoka) sur Subaru Impreza WRX, et le rallye de Zambie en 2001, 2007, 2009 et 2010 (copilote David Sihoka), toujours sur Subaru Impreza WRX.
- Le Kenyan Jaswant Singh remporta le Safari Rally en 1965 comme copilote sur Volvo PV 544 ;
- Quant à son frère aîné Joginder Singh, premier Flying Sikh, il remporta lui aussi le Safari Rally, en 1965 (cf.supra) sur Volvo PV 544, 1974 et 1976 (copilote alors David Doig) sur Mitsubishi Lancer 1600 GSR, en WRC (notons que l'autre kényan Shekhar Mehta était lui encore d'origine hindoue);
- Hari Singh a été quatre fois consécutives Champion d'Inde des rallyes, en 1994, 1995, 1996 et 1997 (copilote Gurinder Singh Mann, sur Maruti (Gypsy puis Esteem), pour JK Rally Team);
- ...enfin le malais Karamjit Singh (lui encore surnommé The Flying Sikh), également d'origine Sikh et né en 1962, fut Champion d'Asie-Pacifique des rallyes, en 2001 et 2002 (sur Proton Pert).

Singh signifie Sikh en anglais.

## Palmarès de Satwant
- Champion d'Afrique des rallyes :
  - 1988, sur Opel Manta 400 & VW Golf GTI 16 V ;
  - 1989, sur VW Golf GTI 16 V;
  - 1991, sur Toyota Celica GT-Four;
  - 1993, sur Toyota Celica Turbo 4WD;
  - 1996, sur Subaru Impreza WRX & Hyundai Elantra;
  - 1997, sur Subaru Impreza WRX;
  - 1998, sur Subaru Impreza Estate;
  - 2000, sur Subaru Impreza.555.
- Champion de Zambie des rallyes :
  - 1988, 1996, 1997, 1998, et 2000 (copilote alors Mtumbi Goma).
- Rallye international de Zambie:
  - 1972 (copilote John Mitchell), sur Datsun 1600:
  - 1974 (copilote Dave Haworth), sur Datsun 1600:
  - 1975 (copilote Dave Haworth), sur Datsun 1600:
  - 1985 (copilote Guy Hall), sur Opel Manta 400;
  - 1986 (copilote Guy Hall), sur Opel Manta 400;
  - 1989 (copilote Surinder Thatthi), sur Golf GTI;
  - 1991 (copilote Surinder Thatthi), sur Golf GTI;
  - 1994 (copilote Lee-Ann Singh), sur VW Golf;
  - 1995 (copilote Ibrahim Gangat), sur Hyundai Elantra;
  - 1996 (copilote Jim Redmond), sur Hyundai Elantra;
  - 1997 (copilote Surinder Thatthi), sur Subaru Impreza;
  - 1998 (copilote Surinder Thatthi), sur Subaru Impreza;
  - 2000 (copilote Surinder Thatthi), sur Subaru Impreza;
  - 2002 (copilote Martin Botha (sud-africain)), sur Subaru Impreza.

(et encore 2e en 1970, 1987, 1988 et 1993, et 3e en 1969, 1971... et 2003 !)
- Rallye international du Zimbabwe:
  - 1985 (copilote Supee Soin), sur Opel Manta 400;
  - 1987 (copilote Surinder Thatthi), sur Opel Manta 400 ;
  - 1988 (copilote Surinder Thatthi), sur Opel Manta 400.
- Rallye international du Rwanda:
  - 1989 (copilote Luc Verhulst), sur Vokswagen Golf ;
  - 1997 (copilote Surinder Thatthi), sur Subaru Impreza.
- Rallye du Kenya "Caltex Équateur" (ex- Rallye "Safari" kényan jusqu'en 1990, en WRC):
  - 1996, sur Subaru Impreza Groupe A.
- Rallye de l'indépendance de Monze (Zambie):
  - 1998, seule victoire (copilote Mutumbi Goma), à sa 6e participation (et Champion de Zambie ZMSA, la même année).